# Heimweh (1943)
Heimweh, auch Lassies Heimweh,  ist ein US-amerikanischer Spielfilm aus dem Jahr 1943. Es ist der erste Kinofilm mit dem Collie Lassie als Hauptfigur.
Der Film beruht auf einer literarischen Vorlage des US-amerikanischen Schriftstellers Eric Knight. 1938 erschien dessen Kurzgeschichte Lassie Come Home in der Saturday Evening Post. 1940 erfolgte die Veröffentlichung des Stoffes als Roman.
2005 wurde der Film unter dem Titel Lassie kehrt zurück neu verfilmt.

## Handlung
Die Colliehündin Lassie ist die beste Freundin des im englischen Yorkshire lebenden Jungen Joe. Jeden Tag holt Lassie den Jungen um 16 Uhr von der Schule ab. Da die Familie große Not leidet, verkaufen Joes Eltern Lassie eines Tages an den Herzog von Rudling, dessen Enkelin Priscilla sich über den Collie freut. Aber Lassie läuft davon und kehrt zu der Familie zurück, wird jedoch von einem Assistenten des Herzogs zurückgeholt. Als Lassie erneut beim Herzog ausreißt und Joe mit ihr fliehen will, bringt sein Vater den Hund ein weiteres Mal zurück. Joes Mutter zeigt sich froh darüber, dass Lassie aus dem Haus ist.
Eines Tages reißt Lassie beim Spaziergang mit dem Hundewärter des Herzogs abermals aus; es beginnt eine langwierige Flucht durch Wind und Wetter, während der sie beinahe Opfer von Jägern wird, die sie für einen wildernden Hund halten. Als die erschöpfte Lassie einen Bauernhof erreicht, wird sie von den Bauersleuten aufgepäppelt. Als die Farmersfrau bemerkt, dass Lassie jeden Tag um 16 Uhr unruhig wird, lässt das Ehepaar Lassie ziehen. Lassie lernt den Zigeuner Rowlie kennen, der sie ein Stück auf seiner Reise mitnimmt, auf der sie ihn eines Tages vor Dieben verteidigt. Während ihrer weiteren Reise schafft sie es, zwei Hundefängern zu entkommen.
Erschöpft kehrt Lassie von der weiten Reise nach Hause zurück. Die Familie leidet immer noch Not. Joes Mutter ist jedoch inzwischen erleichtert, dass Lassie wieder da ist, weil ihr Sohn Joe ohne sie sehr traurig war. Da bekommt die Familie Besuch vom Herzog. Dieser bietet Joes Vater Arbeit als Wärter für seine Hunde an. Als er Lassie sieht, gibt er vor, sie nicht wiederzuerkennen. Als es 16 Uhr wird, bricht Lassie trotz ihrer Erschöpfung auf, um ihren Freund Joe wie gewohnt von der Schule abzuholen.
Joe und Priscilla freunden sich an und verbringen ihre Zeit gemeinsam mit Lassie und deren Nachwuchs.

## Synchronisation
Die deutsche Fassung des Films hat folgende Synchronsprecher:
| Rolle               | Darsteller       | Synchronsprecher |
| ------------------- | ---------------- | ---------------- |
| Sam Carraclough     | Donald Crisp     | Konrad Wagner    |
| Frau Carraclough    | Elsa Lanchester  | Alice Treff      |
| Herzog von Rudling  | Nigel Bruce      | Walter Werner    |
| Bauer Daniel Fadden | Benjamin Webster | Otto Gebühr      |
| Hynes               | J. Pat O’Malley  | Fritz Rasp       |

## Hintergrund
Für die Auswahl des passenden Collie wurde auf dem Gelände der MGM-Studios ein großes Casting veranstaltet, auf dem die Züchter ihre Hunde einer Jury vorführen mussten.
Für die Rolle der Priscilla hatte das Studio zunächst Maria Flynn vorgesehen, die sich nach Beginn der Dreharbeiten jedoch als zu groß erwies, nämlich als einen Kopf größer als ihr Leinwandpartner Roddy McDowall. Ein Mädchen, das größer war als ein Junge, wollten die Produzenten dem Publikum in dieser Zeit nicht zumuten, darum erhielt Elizabeth Taylor die Rolle.
Heimweh war Taylors zweiter Film, und der erste Film, in dem sie für Metro-Goldwyn-Mayer mitwirkte. MGM gab ihr anschließend einen der damals branchenüblichen siebenjährigen Studioverträge. Taylor hatte in dem Film nur vier Szenen und ist insgesamt weniger als 10 Minuten zu sehen. Die eigentliche Hauptfigur des Filmes ist der Hund Lassie, gespielt von Pal.

## Auszeichnungen
- 1944 wurde Heimweh in der Kategorie Beste Kamera für den Oscar nominiert.
- 1993 wurde der Film ins National Film Registry aufgenommen.

## Kritiken
„Erster Film einer sechsteiligen Serie über die Collie-Hündin Lassie (1943–1951), die später als Star einer TV-Serie Weltruhm erlangte. Unterhaltsam für Alt und Jung.“